# Numancia (Aklan)
Numancia is een gemeente in de Filipijnse provincie Aklan in het noordwesten van het eiland Panay. Bij de laatste census in 2007 had de gemeente bijna 28 duizend inwoners.

## Geografie

### Bestuurlijke indeling
Numancia is onderverdeeld in de volgende 17 barangays:
| - Albasan - Aliputos - Badio - Bubog - Bulwang - Camanci Norte - Camanci Sur - Dongon East - Dongon West | - Joyao-joyao - Laguinbanua East - Laguinbanua West - Marianos - Navitas - Poblacion - Pusiw - Tabangka |

## Demografie
Numancia had bij de census van 2007 een inwoneraantal van 27.570 mensen. Dit zijn 2.956 mensen (12,0%) meer dan bij de vorige census van 2000. De gemiddelde jaarlijkse groei komt daarmee uit op 1,58%, hetgeen lager is dan het landelijk jaarlijks gemiddelde over deze periode (2,04%).